# Sticker (Cornouailles)
 (mars 2024).
Sticker est un village des Cornouailles, en Angleterre. Le village fait partie de la paroisse civile de St Mewan.